# The Atlanta Journal-Constitution
The Atlanta Journal-Constitution es un periódico matinal publicado en Atlanta, Georgia, creado a partir de la fusión entre The Atlanta Journal y The Atlanta Constitution en 1982.
Esta publicación se incluye entre los diarios más importantes de los Estados Unidos,[cita requerida] volviéndose en un impreso destacado poco después de su fundación original en 1868 como el Atlanta Constitution. Una serie de sobresalientes editores contribuyeron con su notoriedad, como Henry W. Grady entre los años 1870 y 1880; Clark Howell en el período 1942-1960 y Ralph McGill desde 1960 hasta 1969. En 1950 fue adquirido por James Cox, quien ya era propietario del rotativo vespertino Atlanta Journal, fundado en 1883.
Durante muchos años ambos periódicos fueron una especie de diario combinado, con editores que trabajaban independientemente en una sola publicación, hasta que fueron totalmente unificados en el año 2001.